# United Soccer Leagues
A United Soccer Leagues (em português:  Ligas Unidas de Futebol; abreviação oficial: USL) é uma federação de futebol dos Estados Unidos e do futebol do Canadá que juntos formam três divisões: USL First Division (segunda divisão), USL Second Division (terceira divisão) e Premier Development League (PDL) (quarta divisão). A liga principal de futebol dos Estados Unidos é a Major League Soccer (MLS). Inclui ligas masculinas e femininas, profissionais e amadoras. As ligas atualmente organizadas são o Campeonato da USL, a Liga Um da USL, a Liga Dois da USL e a Liga Super Y juvenil. Uma nova liga feminina, a USL W League, começará a ser disputada em 2022. É diretamente afiliado à Federação de Futebol dos Estados Unidos e à Associação de Futebol Adulto dos Estados Unidos. A USL é sediada em Tampa.

## História
- 1986 - Estabelecido como Southwest Indoor Soccer League.
- 1989 - Adicionada uma liga ao ar livre conhecida como Southwest Outdoor Soccer League. Isso logo foi mudado para Southwest Independent Soccer League, que incluía as ligas indoor e outdoor.
- 1990 - Renomeado Sunbelt Independent Soccer League.
- 1991 - Renomeado United States Interregional Soccer League.
- 1995 - Renomeado United States International Soccer League.
- 1995 - Renomeado United Systems of Independent Soccer Leagues e formalmente estabelecido Pro League profissional e Premier Development League amador.
- 1995 - É lançada a liga semi-profissional feminina USL W-League.
- 1996 - Estabelecida a Select League, composta pelas equipes mais fortes da Divisão 3 Pro League e da Premier League Amadora na esperança de obter a aprovação da Divisão 2.
- 1997 - Select League e a ex-American Professional Soccer League fundiram-se para formar a A-League sob a égide da USISL.
- 1999 - A Umbrella USISL mudou seu nome para United Soccer Leagues.
- 2009 - Nike vende a organização para NuRock Soccer Holdings, LLC. Como resultado, nove clubes deixaram a Primeira Divisão para formar a Liga Norte-Americana de Futebol: Atlanta Silverbacks, Carolina RailHawks FC, Miami FC, Minnesota Thunder, Montreal Impact, Rochester Rhinos, Tampa Bay Rowdies, Vancouver Whitecaps e o AC St. Louis grupo de expansão. A United Soccer League era uma divisão temporária da 2ª divisão da USSF.
- 2010 - USL anunciou a formação do USL Pro, que fundiu a USL Primeira Divisão e USL Segunda Divisão.
- 2011 - Temporada inaugural da USL Pro.
- 2011 - USL assume a operação da Liga Principal de Futebol de Salão.
- 2013 - USL Pro e Major League Soccer anunciam um acordo plurianual, começando naquela temporada, para integrar o jogo da MLS Reserve League com os times da USL Pro, primeiro por meio de afiliações de equipe e jogo "interleague", eventualmente integrando totalmente as reservas da MLS na estrutura do USL Pro.
- 2013 - É lançada a W-20 League, uma liga juvenil operacionalmente alinhada com a USL W-League.
- 2015 - USL Pro renomeado United Soccer League.
- 2015 - USL W-League e W-20 League cessam as operações.
- 2017 - A USL recebe o status de Divisão Provisória II do U.S. Soccer.
- 2017 - USL cria a liga USL Divisão III e arquivos para o status de Divisão III com o futebol dos EUA.
- 2018 - USL anuncia mudança de marca de sua liga principal para o Campeonato da USL, Divisão III da USL para a Liga Um da USL e a Liga de Desenvolvimento da Premier League para a Liga Dois da USL começando com a temporada de 2019.
- 2021 - USL anuncia duas novas competições femininas, o lançamento da W League amadora na temporada de 2022 e o lançamento da Super League profissional em 2023.

## Competições

### SISL
| - Amarillo Challengers (Indoor: 1986/87–89/90) - Arkansas Diamonds (Indoor: 1989/90–90/91; Outdoor: 1990–91) - Atlanta Express (Indoor: 1990/91; Outdoor: 1991) - Austin Sockadillos (Indoor: 1987/88–90/91; Outdoor: 1989–91) - Colorado Comets (Indoor: 1989/90-90/91; Outdoor: 1989–91) - El Paso Patriots (Indoor: 1989/90-90/91; Outdoor: 1991, as El Paso Sixshooters in 1989/90, as El Paso Spurs in 1990/91) - Fort Worth Kickers (Indoor: 1986/87-90/91; Outdoor: 1989–91, as Garland Genesis in 1986/87, as Addison Arrows in 1986/87–89/90, as North Texas United in 1990, merged with Waco Kickers after 1990) - Georgia Steamers (Indoor: 1990/91) - Houston Express (Indoor: 1988/89–89/90) - Lubbock Lazers (Indoor: 1986/87–90/91; Outdoor: 1989–91) - Memphis Rogues (Indoor: 1990/91; Outdoor: 1991) - Nashville Metros (Indoor: 1990/91; Outdoor: 1991) | - New Mexico Chiles (Indoor: 1986/87–90/91; Outdoor: 1989–91, as Albuquerque Outlaws in 1986/87, as Albuquerque Gunners in 1987/88–1990, as New Mexico Roadrunners in 1990/91) - Oklahoma City Warriors (Indoor: 1986/87–90/91; Outdoor: 1989–91) - Permian Basin Shooting Stars (Indoor: 1989/90–90/91; Outdoor: 1990) - Phoenix Hearts (Indoor: 1989/90–90/91; Outdoor: 1990–91) - Richardson Rockets (Indoor: 1989/90–90/91; Outdoor: 1990–91) - San Antonio Generals (Indoor: 1988/89–90/91; Outdoor: 1989–91, as San Antonio Heat in 1988/89–1989) - Tucson Amigos (Indoor: 1989/90–90/91; Outdoor: 1990–91) - Tulsa Renegades (Indoor: 1989/90–90/91; Outdoor: 1989–91) - Waco Kickers (Indoor: 1989/90; Outdoor: 1990, merged into North Texas United after 1990 season) - Wichita Tornado (Indoor: 1988/89) |

### USISL
| - Amarillo Challengers (Indoor: 1991–92) - Ann Arbor Elite (1995) - Arizona Cotton (1993–94, Indoor: 1991–93, as Phoenix Hearts in 1991–92) - Arkansas A's (1992, 1994, Indoor: 1991–92, as Arkansas Diamonds in 1994) - Atlanta Lightning (Indoor: 1991–92) - Atlanta Magic (1993–94, Indoor: 1991–96, as Atlanta Lasers in 1993) - Austin Lone Stars (1992–94, as Austin Sockadillos in 1992–93) - Baltimore Bays (1993–94, Indoor: 1992–98) - Birmingham Grasshoppers (1993–94) - Boca Raton Sabres (1992–94) - Boston Storm (1994) - Brandon Braves (Indoor: 1994–96) - Cape Cod Crusaders (1994) - Central California Valley Hydra (1994) - Charlotte Eagles (1993–94) - Charleston Battery (1993–94) - Chattanooga Express (1992–94, Indoor: 1992–96, as Chattanooga Railroaders in 1992–93) - Chico Rooks (1993–94) - Cincinnati Cheetahs (1994) - Cocoa Expos (1994, Indoor: 1993–94) - Colorado Comets (Indoor: 1991–92) - Columbia Heat (1993–94, as Columbia Spirit in 1993) - Connecticut Wolves (1993–94) - Coral Springs Kicks (1993) - Dallas Rockets (1992–94, Indoor: 1991–92, as North Texas Mid-Cities Flyers in 1991–92) - Dallas/Fort Worth Toros (1992–94, Indoor: 1991–93, 95/96, as Dallas Kickers in 1991–92, as Dallas Americans in 1992–93) - Dallas Lightning (1993–94, Indoor: 1993–94, 1995–96, as Tyler Lightning in 1993, as Texas Lightning in 1993–94) - Delaware Wizards (1993–94) - Des Moines Menace (1994) - Detroit Wheels (1994–95) - East Bay Red Riders (1992–93) - East Los Angeles Cobras (1993–94) - El Paso Patriots (1992–94) - Florida Stars (1994) - Fort Lauderdale Kicks (1994) - Greensboro Dynamo (1993–94, Indoor: 1993–94) - Gwinnett County Steamers (1992) - Hampton Roads Hurricane (1994) - Hawaii Tsunami (1994) - Jacksonville Fury (1994–95) - Jersey Dragons (1994) - Kansas City All-Stars (Indoor: 1996–97) - Knoxville Impact (Indoor: 1992–96) - Las Vegas Quicksilver (1994) - Lexington Bluegrass Bandits (1994) - Lincoln Brigade (1997) (Indoor: 1996–97) - Long Island Rough Riders (1994) - Louisville Thoroughbreds (1994) - Lubbock Lazers (Indoor: 1991–93, as Lubbock Tornado in 1991–92) | - Memphis Jackals (1992–94, Indoor: 1991–92, as Memphis Survivors in 1991–92, as Memphis United Express in 1992) - Mesquite Kickers (Indoor: 1994–97) - Michigan Madness (1996) - Milwaukee Rampage (1994) - Minnesota Thunder (1994) - Montclair Standard Falcons (1993–94) - Myrtle Beach Boyz (1995) - Nashville Metros (1992–94, Indoor: 1991–94) - New Mexico Chiles (1994) - New Orleans Storm (1993–99; as New Orleans Riverboat Gamblers in 1993–97) - New York Fever (1994) - North Bay Breakers (1992–94) - North Jersey Imperials (1994) - Ohio Xoggz (1994–96, as Columbus Xoggz in 1994–95) - Oklahoma City Slickers (1993–96, as Oklahoma City Heat in 1996) - Oklahoma City Warriors (1992–93, Indoor: 1991–93) - Oklahoma City Warriors (Indoor: 1996–98, as Oklahoma City Alliance in 1996–97) - Omaha Flames (1996–97, Indoor: 1996–98) - Orlando Lions (1992–94, Indoor: 1993–96) - Permian Basin Mirage (Indoor: 1991–92) - Philadelphia Freedom (1994, Indoor: 1995–97, as Pennsylvania Freedom in 1994–96) - Raleigh Flyers (1993–95) - Reading Rage (Indoor: 1995–96) - Reno Rattlers (1994) - Richmond Kickers (1993–94, Indoor: 1993–94) - Rockford Raptors (1994) - St. Louis Knights (1994) - San Antonio Pumas (1992–1994, Indoor: 1991–93, as San Antonio Generals in 1991–93) - San Diego Top Guns (1994) - San Fernando Valley Golden Eagles (1993–94) - San Francisco United All Blacks (1992–94, as San Francisco All Blacks in 1992) - San Francisco Bay Diablos (1993–94) - San Jose Hawks (1993) - Santa Cruz Surf (1993–94) - Shasta Scorchers (1994) - Silicon Valley Firebirds (1992–94, as Palo Alto Firebirds in 1992) - Sioux City Breeze (1994) - South Florida Flamingos (1994) - Texas Arsenal (Indoor: 1992–94, as Texas Stampede in 1992–93) - Toledo Twisters (Indoor: 1993–94) - Tucson Amigos (1992–94, Indoor: 1991–93) - Tulsa Renegades (Indoor: 1991–92) - Tulsa Roughnecks (1993–99, Indoor: 1993–98, as Green County Roughnecks in 1999) - Virginia Kickers/Richmond Kickers (1997–98) - Washington Mustangs (1994) - Wichita Blue (1995–96, 1999, as Wichita Blue Angels in 1994) |